# Meridià 37 a l'est
El meridià 42 a l'Est de Greenwich és una línia de longitud que s'estén des del pol Nord a través de l'oceà Àrtic, Europa, Àsia, l'Àfrica, l'Oceà Índic, el Oceà Sud i l'Antàrtida al pol Sud.
El meridià 37 a l'Est forma un cercle màxim amb el meridià 143 a l'Oest. Com tots els altres meridians, la seva extensió correspon a una semicircumferència terrestre, uns 20.003,932 km. Al nivell de l'equinocci, és a uns 4.119 kilòmetres del meridià de Greenwich.

## De Pol a Pol
Començant en el pol Nord i dirigint-se cap al pol Sud, aquest meridià travessa:
| Coordenades                             | País, territori o mar | Notes                                         |
| --------------------------------------- | --------------------- | --------------------------------------------- |
| 90° 0′ N, 37° 0′ E / 90.000°N,37.000°E  | Oceà Àrtic            |                                               |
| 80° 21′ N, 37° 0′ E / 80.350°N,37.000°E | Mar de Barents        | Passa junt a l'est de l'Illa Victòria, Rússia |
| 68° 53′ N, 37° 0′ E / 68.883°N,37.000°E | Rússia                | Península de Kola                             |
| 66° 15′ N, 37° 0′ E / 66.250°N,37.000°E | Mar Blanc             |                                               |
| 65° 10′ N, 37° 0′ E / 65.167°N,37.000°E | Rússia                | Península d'Onega                             |
| 64° 29′ N, 37° 0′ E / 64.483°N,37.000°E | Mar Blanc             | Badia d'Onega                                 |
| 63° 53′ N, 37° 0′ E / 63.883°N,37.000°E | Rússia                |                                               |
| 50° 21′ N, 37° 0′ E / 50.350°N,37.000°E | Ucraïna               |                                               |
| 46° 52′ N, 37° 0′ E / 46.867°N,37.000°E | Mar d'Azov            |                                               |
| 45° 23′ N, 37° 0′ E / 45.383°N,37.000°E | Rússia                | Península de Taman                            |
| 45° 4′ N, 37° 0′ E / 45.067°N,37.000°E  | Mar Negre             |                                               |
| 41° 17′ N, 37° 0′ E / 41.283°N,37.000°E | Turquia               |                                               |
| 36° 45′ N, 37° 0′ E / 36.750°N,37.000°E | Síria                 |                                               |
| 32° 25′ N, 37° 0′ E / 32.417°N,37.000°E | Jordània              |                                               |
| 29° 54′ N, 37° 0′ E / 29.900°N,37.000°E | Aràbia Saudita        |                                               |
| 25° 24′ N, 37° 0′ E / 25.400°N,37.000°E | Mar Roig              |                                               |
| 21° 26′ N, 37° 0′ E / 21.433°N,37.000°E | Sudan                 |                                               |
| 17° 0′ N, 37° 0′ E / 17.000°N,37.000°E  | Eritrea               | Uns 6 km                                      |
| 16° 56′ N, 37° 0′ E / 16.933°N,37.000°E | Sudan                 | Uns 19 km                                     |
| 16° 46′ N, 37° 0′ E / 16.767°N,37.000°E | Eritrea               |                                               |
| 14° 15′ N, 37° 0′ E / 14.250°N,37.000°E | Etiòpia               |                                               |
| 4° 23′ N, 37° 0′ E / 4.383°N,37.000°E   | Kenya                 |                                               |
| 2° 40′ S, 37° 0′ E / 2.667°S,37.000°E   | Tanzània              |                                               |
| 11° 36′ S, 37° 0′ E / 11.600°S,37.000°E | Moçambic              |                                               |
| 18° 0′ S, 37° 0′ E / 18.000°S,37.000°E  | Oceà Índic            |                                               |
| 60° 0′ S, 37° 0′ E / 60.000°S,37.000°E  | Oceà Antàrtic         |                                               |
| 69° 38′ S, 37° 0′ E / 69.633°S,37.000°E | Antàrtida             | Terra de la Reina Maud, reclamada per Noruega |